# Kirchensittenbach
Kirchensittenbach är en kommun och ort i Landkreis Nürnberger Land i Regierungsbezirk Mittelfranken i förbundslandet Bayern i Tyskland. Folkmängden uppgår till cirka 2 100 invånare, på en yta av 43 kvadratkilometer.